# Parasuta dwyeri
Espèce
Synonymes
- Denisonia dwyeri Worrell, 1956
- Suta dwyeri (Worrell, 1956)

Parasuta dwyeri est une espèce de serpents de la famille des Elapidae.

## Répartition
Cette espèce est endémique d'Australie. Elle se rencontre dans le sud du Queensland et en Nouvelle-Galles du Sud. 

## Étymologie
Cette espèce est nommée en l'honneur de John Dwyer.

## Publication originale
- Worrell, 1956 : A new snake from Queensland. Australian Zoologist, vol. 12, p. 202-205 (texte intégral).